# 景泰站 (甘肃省)
景泰站是位于甘肃省景泰县一条山镇的一个铁路车站，邮政编码730400。车站建于1958年，有包兰铁路经过该站，现办理客货运业务，车站及其上下行区间均为电气化区段。车站距离包头站805公里，隶属兰州铁路局兰州车务段，是三等站。